# Amanda Vickery
Amanda Jane Vickery (née le 8 décembre 1962) est une historienne, écrivaine, animatrice de radio et de télévision britannique et professeure d'histoire moderne à Queen Mary, Université de Londres.

## Formation et carrière
Vickery est née à Preston, dans le Lancashire, en Angleterre, et fréquente la Penwortham Girls' Grammar School. Elle est diplômée de l'ancien Bedford College de Londres (qui fait maintenant partie du Royal Holloway de l'Université de Londres), où elle obtient son doctorat en histoire moderne.
Vickery est professeure d'histoire moderne à la  Queen Mary University de Londres, et occupe des postes universitaires à Royal Holloway, Université de Londres et au Churchill College, Cambridge. Elle est professeure invitée à Stanford, Munich et CalTech. Elle est titulaire d'un doctorat honorifique de l'Université d'Uppsala. Elle est lauréate du prix Longman History Today, du prix Whitfield et du Wolfson History Prize. Ses recherches académiques portent sur la période moderne tardive du XVIIe siècle à nos jours avec un fort accent sur l’époque georgienne en Grande-Bretagne.

### Livres
Vickery a beaucoup écrit sur l'histoire sociale, la littérature, l'histoire de la romance et du foyer, la politique, le droit et le crime, en mettant l'accent sur les études féministes et le féminisme. Son premier livre est basé sur les écrits d'Elizabeth Shackleton qui a fait deux mariages désastreux au XVIIIe siècle. Le livre s'intitule The Gentleman's Daughter: Women's Lives in Georgian England (1998), pour lequel elle reçoit le prix Whitfield, le Wolfson History Prize et le prix Longman-History Today. Elle co-édite Gender, Taste, and Material Culture in Britain and North America, 1700-1830 (2006) suivi de Behind Closed Doors: At Home in Georgian England (2009). Le livre est bien accueilli par Kathryn Hughes et Dominic Sandbrook,.

### Télévision
Vickery présente plusieurs programmes d'histoire pour BBC2. Son histoire de femmes et d'art en trois parties est présélectionnée pour un Bafta écossais. Elle présente At Home with the Georgians (2010), une série télévisée en trois parties basée sur son livre Behind Closed Doors  et Les nombreux amants de Miss Jane Austen (2011). Ceux-ci sont produits par Matchlight pour être diffusés sur BBC Two,.
Avec Alistair Sooke, Vickery co-présente Pride and Prejudice: Having a Ball (2013). L'épisode unique recrée un bal de régence, l'événement social au cœur d'Orgueil et préjugés, pour marquer le 200e anniversaire de la publication du roman.
Vickery travaille avec Tom Service. Ils co-présentent trois documentaires liant musique et histoire avec Reef Television : Messiah at the Foundling Hospital, La Traviata, et Leningrad & the Orchestra That Defied Hitler . Messiah à l'hôpital Foundling remporte le prix du cristal tchèque et est présélectionné pour un Emmy Awards.

### Radio
Vickery est une contributrice régulière des programmes de revue sur les arts, l'histoire et la culture diffusés par BBC Radio. Elle apparait sur les émissions de BBC Radio 4 In Our Time, Saturday Review et Start the Week.
En 2009, elle écrit et présente la série en 30 épisodes A History of Private Life sur BBC Radio 4 qui est louée par la critique,,,.
Depuis 2010, elle présente les trois séries de l'émission historique Voices from the Old Bailey de la BBC Radio 4,. Vickery réalise des programmes pour Radio 4 par l'intermédiaire de la société de production indépendante Loftus Audio.
En mars 2011, elle est l'invitée de Private Passions, l'émission de discussion musicale biographique sur BBC Radio 3.

## Honneurs
Le 30 janvier 2015, Vickery reçoit un doctorat honorifique de la Faculté des arts de l'Université d'Uppsala, en Suède. Elle est élue membre de la British Academy en 2021.

## Publications
- The Gentleman's Daughter: Women's Lives in Georgian England (1998) (ISBN 0300102224)
- Women, Privilege, and Power: British Politics, 1750 to the Present (2001) (ISBN 0804742847)
- [éd. ] Gender, Taste, and Material Culture in Britain and North America, 1700-1830 (2006) (ISBN 0300116594)
- Behind Closed Doors: At Home in Georgian England (2009) (ISBN 0300168969)